# ماريكي ميلر
ماريكي ميلر (بالألمانية: Mareike Miller) ( ولدت في أدرمان ؛ (من مواليد 3 أغسطس 1990) هي لاعبة كرة سلة على كرسي متحرك يبلغ طوله 4.5 نقطة ، وقد لعبت لصالح جامعة ويسكونسن-وايتووتر في الولايات المتحدة. تلعب أيضًا مع المنتخب الألماني، حيث فازت بلقبين أوروبيين، وحصلت على المركز الثاني في بطولة العالم 2010 و2014، وفازت بالميدالية الذهبية في الألعاب البارالمبية الصيفية 2012 في لندن وفازت بالميدالية الفضية في الألعاب البارالمبية ريو 2016 في ريو دي جانيرو. منح الرئيس يواكيم غاوك الفريق أعلى وسام رياضي في ألمانيا، سيلبيرنز لوربيربلات (ورقة الغار الفضية)، مرتين (2012 و2016).

## سيرة شخصية
ولدت في 3 أغسطس 1990،  وهي ابنة كارل هاينز وكريستين. لديها أخ، نيلز.  وهي تُلقب بـ "MA". 
بدأت ميلر بلعب كرة السلة في سن السابعة، وظهرت لأول مرة مع فريق كبير للسيدات في ألمانيا عندما كانت في رابعة عشر من عمرها  في تلك المباراة الأولى، عانت من تمزق في الرباط الصليبي الأمامي .  على مدى السنوات الأربع التالية، خضعت لعملية جراحية في الركبة أربع مرات، ثلاث في الركبة اليمنى، ومرة واحدة في الركبة اليسرى، مما ترك ركبتيها ندوبًا.  في كل مرة، استغرقت ثمانية أشهر للتعافي، وأصيبت بتمزق في الرباط الصليبي الأمامي في غضون أسابيع من عودتها إلى اللعب.  

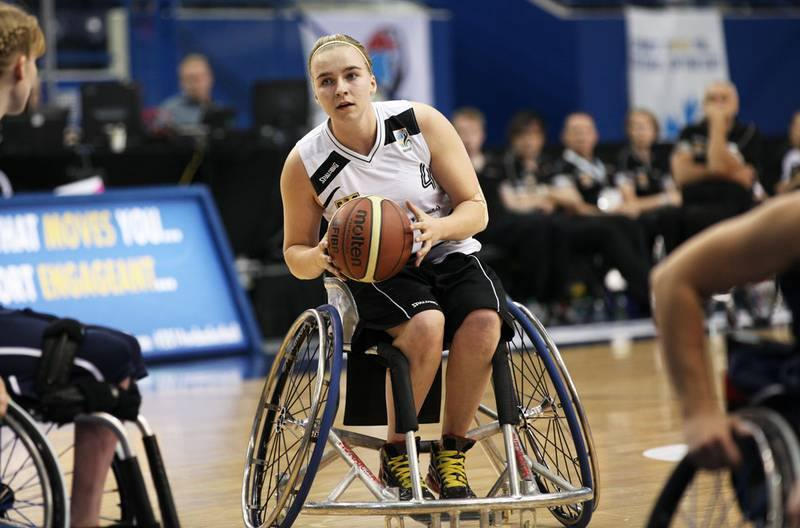
ماريكي ميلر في بطولة العالم 2014.

## الجوائز
- 2011، 2012، 2014، 2016: فريق العام [6]
- 2012 و 2014: ورق الغار الفضي [7]